# Jocs Panafricans de 1999
Els Jocs Panafricans de 1999 van ser la setena edició dels Jocs Panafricans i es van celebrar entre el 10 de setembre de 1999 i el 19 de setembre de 1999 a Johannesburg, Sud-àfrica.

## Desenvolupament
Durant els Jocs, Sud-àfrica hostatjà 25.000 visitants, 6.000 atletes i 3.000 oficials. El país havia perdut la votació davant Atenes per organitzar els Jocs Olímpics de 2004 i volia impressionar la FIFA de cara a organitzar el Mundial del 2006. Els Jocs van ser un èxit, amb els amfitrions encapçalant el medaller per davant de Nigèria i Egipte.
El netball fou inclòs com a jocs de demostració. L'hoquei herba femení no comptà per les medalles després de l'abandonament de la selecció nigeriana. El partit de basquetbol entre Angola i Egipte acabà amb una baralla que requerí la intervenció policial per treure els egipcis de la pista. Haile Gebreselassie, el recordman mundial dels 5.000 i 10.000 metres no participà en l'event per raons de salut, privant els espectadors d'una de les grans estrelles del moment. Altres estrelles si hi van prendre part: Maria de Lurdes Mutola (atletisme, 800 m), Penny Heyns (natació), Gete Wami (atletisme, 10000 m). El saltador amb perxa Okkert Brits guanyà la seva segona medalla d'or en els Jocs i Assefa Mezgebu d'Etiòpia guanyà els 10000 m.

## Esports
| - Atletisme - Beisbol - Basquetbol - Boxa - Ciclisme - Futbol - Gimnàstica - Handbol - Hoquei sobre herba |  | - Judo - Karate - Natació - Tennis de taula - Taekwondo - Tennis - Voleibol - Halterofília - Lluita |

- Netball (esport de demostració)

## Medaller
País amfitrió en negreta.
| Medaller dels Jocs Panafricans de 1999 | Medaller dels Jocs Panafricans de 1999 | Medaller dels Jocs Panafricans de 1999 | Medaller dels Jocs Panafricans de 1999 | Medaller dels Jocs Panafricans de 1999 | Medaller dels Jocs Panafricans de 1999 |
| -------------------------------------- | -------------------------------------- | -------------------------------------- | -------------------------------------- | -------------------------------------- | -------------------------------------- |
| Posició                                | País                                   | Or                                     | Argent                                 | Bronze                                 | Total                                  |
| 1                                      | Sud-àfrica                             | 71                                     | 64                                     | 49                                     | 184                                    |
| 2                                      | Nigèria                                | 64                                     | 28                                     | 37                                     | 129                                    |
| 3                                      | Egipte                                 | 53                                     | 60                                     | 45                                     | 158                                    |
| 4                                      | Tunísia                                | 20                                     | 20                                     | 23                                     | 63                                     |
| 5                                      | Algèria                                | 14                                     | 24                                     | 32                                     | 70                                     |
| 6                                      | Kenya                                  | 10                                     | 10                                     | 20                                     | 40                                     |
| 7                                      | Camerun                                | 6                                      | 13                                     | 22                                     | 41                                     |
| 8                                      | Senegal                                | 6                                      | 10                                     | 9                                      | 25                                     |
| 9                                      | Etiòpia                                | 6                                      | 4                                      | 4                                      | 14                                     |
| 10                                     | Lesotho                                | 6                                      | 1                                      | 3                                      | 10                                     |
| 11                                     | Angola                                 | 4                                      | 1                                      | 1                                      | 6                                      |
| 12                                     | Madagascar                             | 4                                      | 3                                      | 7                                      | 14                                     |
| 13                                     | Ghana                                  | 2                                      | 2                                      | 11                                     | 15                                     |
| 14                                     | Costa d'Ivori                          | 2                                      | 1                                      | 5                                      | 8                                      |
| 15                                     | Uganda                                 | 2                                      | 1                                      | 3                                      | 6                                      |
| 16                                     | Zimbàbue                               | 1                                      | 10                                     | 13                                     | 24                                     |
| 17                                     | Maurici                                | 1                                      | 7                                      | 9                                      | 17                                     |
| 18                                     | Gabon                                  | 1                                      | 3                                      | 6                                      | 0                                      |
| 19                                     | República Democràtica del Congo        | 1                                      | 1                                      | 2                                      | 4                                      |
| 20                                     | Moçambic                               | 1                                      | 0                                      | 0                                      | 0                                      |
| 21                                     | Botswana                               | 0                                      | 3                                      | 2                                      | 5                                      |
| 22                                     | Seychelles                             | 0                                      | 1                                      | 6                                      | 7                                      |
| 23                                     | Níger                                  | 0                                      | 1                                      | 2                                      | 3                                      |
| 23                                     | Congo                                  | 0                                      | 1                                      | 2                                      | 3                                      |
| 25                                     | Tanzània                               | 0                                      | 1                                      | 0                                      | 1                                      |
| 25                                     | Zàmbia                                 | 0                                      | 1                                      | 0                                      | 1                                      |
| 25                                     | Togo                                   | 0                                      | 1                                      | 0                                      | 1                                      |
| 25                                     | Benín                                  | 0                                      | 1                                      | 0                                      | 1                                      |
| 29                                     | Swazilàndia                            | 0                                      | 0                                      | 4                                      | 4                                      |
| 30                                     | República Centreafricana               | 0                                      | 0                                      | 2                                      | 2                                      |
| 30                                     | Mali                                   | 0                                      | 0                                      | 2                                      | 2                                      |
| 30                                     | Namíbia                                | 0                                      | 0                                      | 2                                      | 2                                      |
| 30                                     | Cap Verd                               | 0                                      | 0                                      | 2                                      | 2                                      |
| 34                                     | Guinea Bissau                          | 0                                      | 0                                      | 1                                      | 1                                      |
| 34                                     | Líbia                                  | 0                                      | 0                                      | 1                                      | 1                                      |
| 34                                     | Malawi                                 | 0                                      | 0                                      | 1                                      | 1                                      |
|                                        |                                        | 224                                    | 223                                    | 280                                    | 727                                    |

## Resultats

### Atletisme
Maria de Lurdes Mutola guanyà la seva tercera medalla consecutiva en 800 metres llisos. Nigèria guanyà les quatre curses de relleus: 4x100 metres i 4x400 metres tant en homes com en dones. Sud-àfrica guanyà les quatre proves de llançaments masculines.
Entraren en el programa les proves femenines de salt amb perxa, llançament de martell i 10 km marxa.

### Hoquei herba
- Homes: 1. Sud-àfrica, 2. Egipte, 3. Kenya, 4. Zimbàbue, 5. Ghana, 6. Malawi
- Dones. 1. Sud-àfrica, 2. Zimbàbue, 3. Kenya, 4. Namíbia[1]

### Futbol
El torneig de futbol fou guanyat per Camerun en derrotar Zàmbia 4-3 als penals, guanyant la segona medalla d'or en aquest esport.
| Or      | Argent | Bronze     |
| Camerun | Zàmbia | Sud-àfrica |